# Scaleway
Scaleway (precedentemente Online SAS o Online.net)  è una società francese di cloud computing e web hosting, fondata da Xavier Niel nel 1999 e una consociata di maggioranza del gruppo Iliad. L'azienda fornisce server fisici dedicati e architetture di cloud computing tramite i marchi Scaleway Dedibox® e Scaleway Elements, servizi di registrazione di domini tramite il marchio BookMyName e servizi di colocation nei suoi data center tramite il marchio Scaleway Datacenters.
L'azienda è il secondo attore in Francia con oltre 3.2 Tb/s di traffico Internet.
Yann Lechelle, imprenditore di software ripetuto, è entrato a far parte della società come CEO all'inizio del 2020.

## Storia
Nel 1999, Online ha iniziato la sua attività nei servizi di web hosting e registrazione di nomi di dominio.
Nell'agosto 2002, il registrar di nomi di dominio BookMyName è stato acquistato da parte di Iliad dalla concorrente LDCom.
Nel maggio 2006, è stato lanciato il servizio di noleggio di server dedicati attraverso il marchio Dedibox.
Nel dicembre 2008, Iliad acquista Alice ADSL: rileva anche la costruzione e la gestione dei Datacenter, lanciati nel 1999 da ISDnet, acquistati da Cable & Wireless nel gennaio 2000 acquisiti da Tiscali France nel giugno 2003 e infine ribattezzati come Illiad Datacenter.
Nell'aprile 2010, Online si fonde con Dedibox, un'altra sussidiaria di Iliad, riunendo diverse attività di hosting sotto un unico marchio.
Nel 2012, l'azienda ha aperto il suo terzo datacenter di 11800 m² a Vitry-sur-Seine dopo 11 mesi di lavori di costruzione. Il sito ha ricevuto la prima certificazione Tier-III in Francia da Uptime Institute nel gennaio 2014.
Dal 2012 l'azienda pubblica in tempo reale il PUE dei suoi datacenter su pue.online.net, in uno sforzo di trasparenza.
Nel 2013, Online ha lanciato labs.online.net in anteprima. Un'offerta di infrastruttura come servizio, basata su hardware dedicato e senza virtualizzazione, basata su CPU ARM. L'hardware è prodotto in una fabbrica vicino a Laval in Francia.
Nell'aprile 2015 il servizio ha lasciato il suo stato beta ed è stato rinominato Scaleway. Con l'aumento della popolarità della piattaforma, Online ha aggiunto server con CPU basate su x86_64 a marzo 2016.
Nel 2020 Yann Lechelle è diventato CEO.

## Infrastruttura

### Centri dati

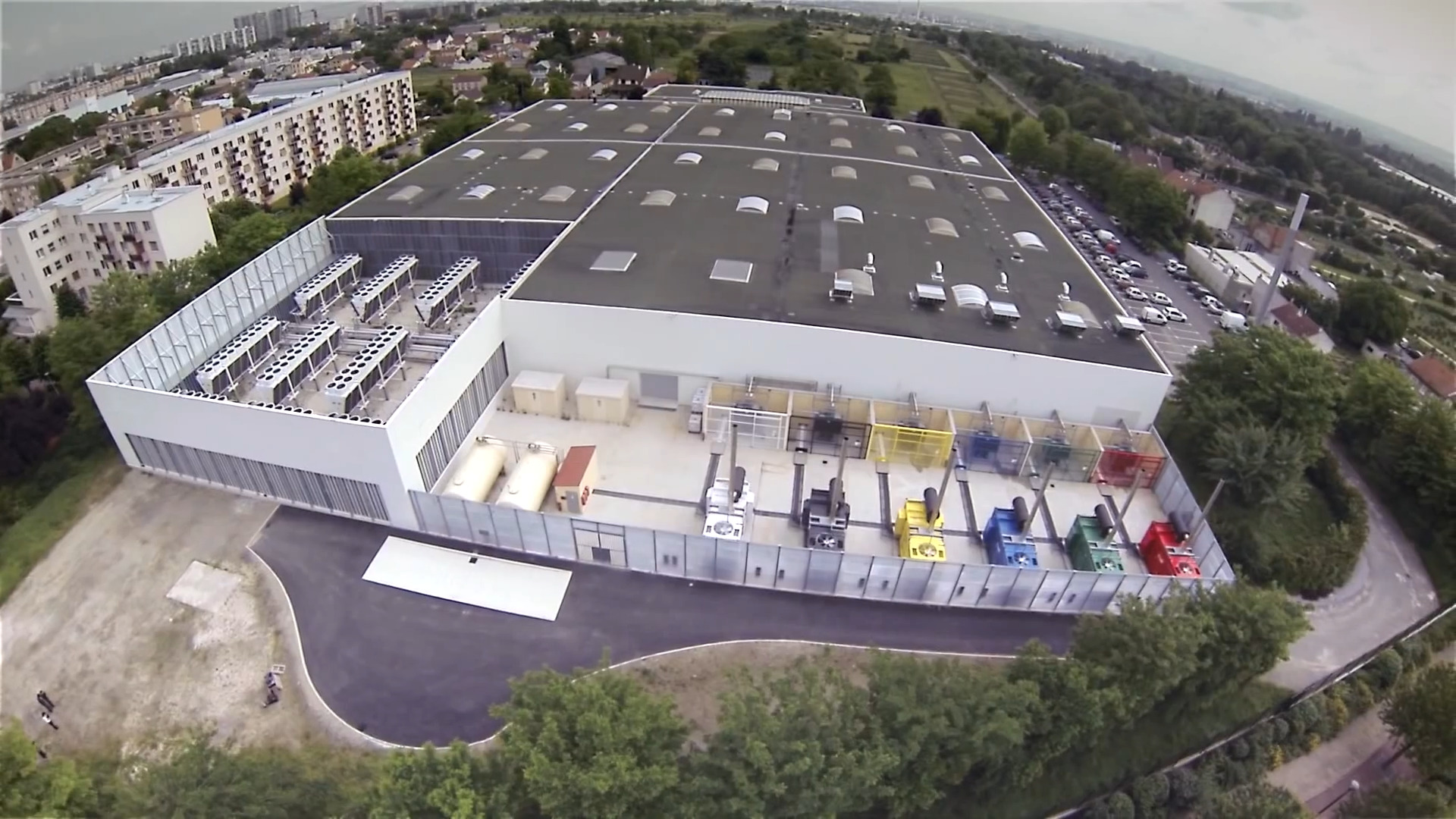
Veduta aerea di Online DC3.

Scaleway possiede e gestisce diversi data center, tutti situati nella regione dell'Île-de-France.
- DC2, con una superficie di 5500 m² a Vitry-sur-Seine, nella Val-de-Marne. L'edificio è stato costruito nel 1989 da NMPP (Presstalis), poi successivamente rilevato da ISDNet, Cable & Wireless, Tiscali, poi Telecom Italia, ed è quindi un prodotto indiretto dell'acquisizione di Alice ADSL da parte di Iliad.[18]
- DC3, con una superficie di 11800 m² nella stessa città è suddiviso in più spazi privati. È stato costruito nel 2012 dal gruppo.[19] Ha raggiunto la sua capacità all'inizio del 2016 e sono stati pianificati lavori per estendere la sua capacità di 2300 m².[20][21]
- DC4, con una superficie di 8000 m² su sei piani nel 15º arrondissement di Parigi, ospitato nell'ex rifugio antiatomico del "Laboratoire central des ponts et chaussées". Fu costruito tra il 1936 e il 1939 dall'architetto Gabriel Héraud,[22] l'edificio fu acquisito da Iliad nel 2011.[23] La parte principale del rifugio antiatomico viene utilizzata per l'offerta C14.[24][25]
- DC5, con una superficie di 32000 m² su quattro piani a Saint-Ouen-l'Aumône. È il risultato dell'acquisizione di un vecchio centro di smistamento posta di La Poste,[26] e gestirà la crescita dal 2017 al 2025 dell'hoster.[20][27]

In passato l'azienda ha operato anche:
- DC1, con una dimensione di 6300 m² a Bezons,[28] che ospita anche la rete di testa di Free.[29] Costruito nel 2001 dalla società americana Exodus Communications[30][31] poi ripreso da Spherion,[32] dopo il fallimento dell'azienda. È locato a Iliad con contratto a lungo termine dal 2003.[33][34] Questo sito non ospita attività di Online dal 2013.[35]

### Connettività
Da agosto 2013, la rete di Online è AS12876 ONLINE SAS . È indipendente da quella di Free, cosa che prima non avveniva. Ciò ha consentito all'azienda di allontanarsi dalla politica di interconnessione chiusa del provider di servizi Internet. All'inizio del 2015, la società ha annunciato di aver superato i 400 Gb/s di traffico Internet istantaneo.
A maggio 2016, Online mostra un totale di 1,642 Gb/s di capacità sui suoi collegamenti alla loro mappa meteorologica ed è presente nei seguenti punti di scambio Internet: France-IX, Equinix-IX, AMS-IX e Neutral Internet Exchange.